# Angermünde
Angermünde é um município da Alemanha, situado no distrito de Uckermark, no estado de Brandemburgo. Tem 326,44 km² de área, e sua população em 2019 foi estimada em 13.757 habitantes.